# Leiocephalus semilineatus
Leiocephalus semilineatus (блідочерева ігуана-крутихвіст) — вид ігуаноподібних ящірок родини Leiocephalidae. Мешкає в Гаїті і Домініканській Республіці.

## Поширення і екологія
Блідочереві ігуани-крутихвости поширені на півдні острова Гаїті, від долини Кюль-де-Сак на схід через долину Неїба до рівнини Льянос-де-Асуа і на північ до долини Сан-Хуан. Вони живуть в сухих чагарниках і сухих руслах річок, серед гравію і скель, на висоті від -20 до 600 м над рівнем моря. Живляться членистоногими і рослиннстю. Відкладають яйця.